# Nosso Vídeo
"Nosso Vídeo" é uma canção do cantor e compositor brasileiro Sam Alves. A canção foi gravada para seu segundo álbum de estúdio intitulado ID, e lançada como single no dia 31 de março de 2015.

## Videoclipe
No dia 18 de março de 2015 a canção ganhou um Videoclipe interativo, lançado em um site de domínio conforme a canção. Foi lançado em comemoração ao dia do fã, em parceria com o diretor Bruno Murtinho, o videoclipe foi rodado em plano sequência e fechado, possibilitando, ao fã uma diferente experiência: alterar o filtro da tela, mudar o ângulo da câmera, ou aproximá-la do cantor, capturando cada detalhe de sua emoção.

## Lista de faixas
| Download digital |               |         |  |
| N.º              | Título        | Duração |  |
| 1.               | "Nosso Vídeo" | 3:38    |  |

## Desempenho nas tabelas musicais
| Tabela musical (2015)                                  | Melhor posição |
| ------------------------------------------------------ | -------------- |
| Brasil - Billboard Brasil Hot 100 Airplay              | 55             |
| Brasil - Billboard Brasil Regional São Paulo Hot Songs | 1              |